# مدونای لوکا

نقاشی مدونای لوکا اثر یان وان آیک (۱۴۳۶) روی تخته با ابعاد ۶۵٫۵x۴۹٫۵. موزه اشتادل، فرانکفورت، آلمان.

لوکا مدونا (انگلیسی: Lucca Madonna) نقاشی رنگ روغن اثر نقاش هلندی پیشگام، یان وان آیک است که در حدود سال ۱۴۳۷ کشیده شده‌است. این نقاشی مریم را نشان می‌دهد که روی تختی چوبی نشسته، تاجی بر سر دارد و در حال شیر دادن به عیسی است. نجاری آن نشان می‌دهد که زمانی، لته میانی از یک نقاشی سه‌لته‌ای بوده‌است در حالی که اندازه کوچک آن حاکی از آن است که هدف آن، نمایش خصوصی بوده. نقاشی جزئی از مجموعه موزه اشتادل در فرانکفورت است. علت نام‌گذاری آن به مدونای لوکا این است که در اوایل سده نوزدهم میلادی متعلق به مجموعه چارلز دوم دوک پارما و لوکا بوده‌است. سوژه این پرتره همسر نقاش، مارگارتا شناسایی شده که ون آیک از او پرتره‌ای غیرمذهبی نیز پرداخته است.

## پیکرنگاری
مریم بر روی تخت چوبی که چهار مجسمه شیر کوچک برنجی در اطراف او قرار دارد با تاجی بر سر در کنار یک تاقچه نشسته،  این صندلی شبیه به تخت سلیمان است که دارای دوازده شیر در اطراف آن می‌باشد.  پیکرنگاری سبک پیشین "مدونا پرستار" را همراه با"تاج حکمت" تشبیه می‌کند. همچون آینه‌ای که رستگاری انسان را بیان می‌کند: "تخت واقعی سلطنت سلیمان مبارک ترین برای مریم مقدس است تا عیسی مسییح برای فضیلت واقعی بر آن جلوس کند."